# Kościół franciszkanów w Drohiczynie

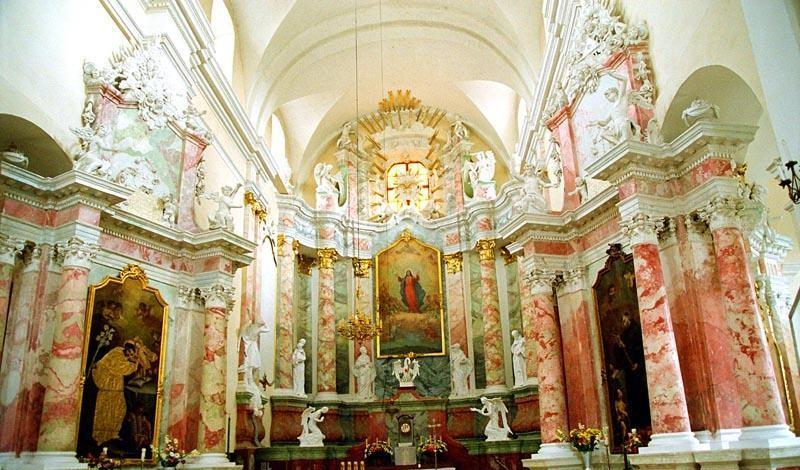
Rokokowy ołtarz główny z 1762 r. i ołtarze boczne

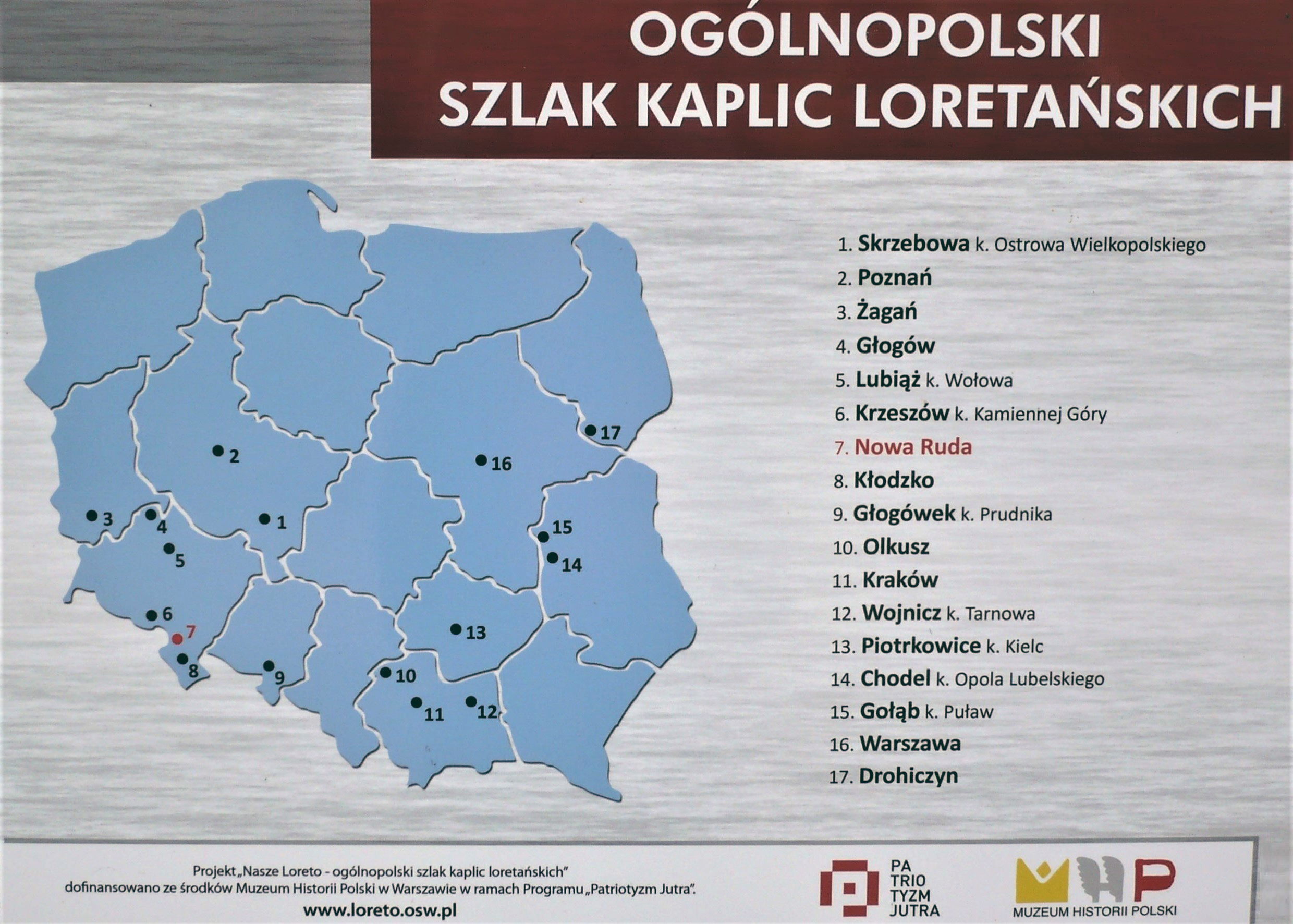
Ogólnopolski szlak kaplic loretańskich - tablica

Kościół franciszkanów w Drohiczynie pw. Wniebowzięcia Najświętszej Marii Panny – według tradycji klasztornej zapisanej w 1797 roku przez o. Karola Gaudentego Żero (1743–1802) w dziele zatytułowanym: „Fenix de pulveribus resuscitatus svaviter suam candit modulenam” konwent franciszkanów w Drohiczynie założył Mikołaj Nassuta, wzmiankowany w 1430 roku jako starosta drohicki. Zakonnicy mieli osiedlić się na placu zwanym „Narożnikiem” (Angulus). 

## Pierwszy kościół i klasztor
Pierwsze uposażenia zakonnikom potwierdził w 1407 roku książę Witold Kiejstutowicz, nadając dodatkowo ofiary z zamku. W czasach panowania księcia mazowieckiego Janusza I Starszego w roku 1409 został wzniesiony klasztor z drewna i kościół pw. Wniebowzięcia NMP. W 1451 roku funkcję gwardiana pełnił o. Jan z Rudy, a w 1470 roku o. Szymon z Krakowa. W latach 1460–1470 na klasztor fundusze przekazali między innymi: asesor sądowy drohicki Maciej Miłkowski (zm. ok. 1478) i jego żona Katarzyna.
Klasztor franciszkanów został spalony przez innowierców w 1583 roku, a około 1595 roku spłonął drewniany kościół. W latach 1595–1596 został staraniem o. gwardiana Mateusza Studzińskiego odbudowany, ale w 1601 roku obie te budowle znowu uległy pożarowi.
Kolejny drewniany kościół franciszkanów został wzniesiony w 1615 roku staraniem gwardiana o. Bartłomieja Klucziaty vel Klimczaty, a konsekrował go 4 października 1618 roku biskup tytularny Argivensis i sufragan łucki ks. Stanisław Udrzycki (zm. 1621). W tym okresie zbudowano nowy budynek klasztorny. 
W roku 1657 w czasie Potopu szwedzkiego po niedzieli Misericordiae klasztor został ponownie zniszczony, a kilku zakonników zamordowanych przez wojska kozackie, siedmiogrodzkie i szwedzkie dowodzone przez Magnusa Gabriela de La Gardie. Ojciec Karol Gaudenty Żero, napisał, że miejsce „to tak leżało pusto. A tak z powodu, że było poświętne, nikt się na nim nie budował, ani one imał zarabiać”.

## Kościół murowany (1682–1715)
Około 1682 roku gwardian o. Antoni Gałecki rozpoczął budowę murowanego barokowego kościoła pw. Wniebowzięcia NMP, która zakończona została ok. 1715 roku z funduszy okolicznej szlachty podlaskiej. Konsekracja świątyni odbyła się w 1733 r. W 1734 roku dobudowano od południa pomieszczenie skarbczyka na archiwum ksiąg ziemskich i grodzkich. We wnętrzu w 1695 roku powstał Domek loretański z ołtarzem rokokowym z 1774 r. oraz stiukowy rokokowy ołtarz główny z 1762–1764. Ołtarze przy filarach tęczowych powstały w latach 1770–74 – lewy ołtarz z obrazem Wizja św. Antoniego z 1775 r. (malarz – Antoni Gruszecki), a prawy ołtarz z obrazem św. Franciszka z 1774 r. Na filarze tęczowym od południa zbudowano w 1780 roku ołtarz klasycystyczny. Na końcu lewej nawy są widoczne relikty murowanego ołtarza barokowego z XVIII w. 
Nieco później niż kościół, w latach 1737–1751 gwardian o. Antoni Dąbrowski (ok. 1681-1751) zbudował murowany klasztor w stylu barokowym. W latach 1773–1777 zbudowano wolno stojącą dzwonnicę według projektu o. Kazimierza Kamieńskiego. Zabudowania te powstawały z darowizn okolicznej szlachty: kasztelana podlaskiego Wiktoryna Kuczyńskiego (1668–1737), jego brata chorążego bielskiego Marcina Kuczyńskiego (1663–1751), Katarzyny, wdowy po stolniku podlaskim Janie Radziszewskim (zm. 06.08.1705), podczaszego podlaskiego Antoniego Zaleskiego (zm. 25.03.1739) i stolnika drohickiego Baltazara (Balcera) Ciecierskiego herbu Rawicz (zm. 15.07.1750).

## Okres zaborów
Franciszkanie przebywali w Drohiczynie do 1832 r., kiedy to po upadku powstania listopadowego ukazem rosyjskich władz gubernialnych z dnia 17 maja zostali wypędzeni z Drohiczyna. Rosjanie na ich miejsce w 1836 r. sprowadzili mniszki prawosławne. W latach 1833–1837 zakrystię kościoła zamieniono na cerkiew prawosławną pw. św. Nikanora, a w 1838 roku w klasztorze urządzono więzienie, które po powstaniu styczniowym zamieniono w 1865 roku na koszary dla wojska. Po odejściu wojska w 1897 roku Świątobliwy Synod Rządzący umieścił w klasztorze szkołę kształcącą nauczycieli do szkół wiejskich, którą w lipcu 1904 została przekształcona na szkołę żeńską działającą do 1914 roku, gdy Drohiczyn zajęli podczas I wojny światowej Niemcy.

## Lata 1918–1945
W 1918 roku po odzyskaniu niepodległości klasztor odnowiono i umieszczono w nim gimnazjum im. J. I. Kraszewskiego, a w 1929 roku rozpoczęto odbudowę bardzo zrujnowanego już kościoła. Jednak w czasie II wojny światowej uległ on ponownej dewastacji przez wojska radzieckie, a w dniu 23 czerwca 1941 roku sowieci podpalili świątynię, niszcząc całkowicie dach, ołtarze i wierzchołek dzwonnicy. 

## Po 1945 roku
W 1946 roku przystąpiono do odbudowy kościoła, a w lipcu 1947 inżynier Stanisław Bukowski otrzymał od Naczelnej Dyrekcji Muzeów i Ochrony Zbiorów zlecenie wykonania prac architektoniczno-konserwatorskich. Odbudowę przeprowadzono w latach 1946-1954 według projektu rekonstrukcji kościoła autorstwa H.Wasilewskiego pod kierunkiem S.Bukowskiego. Po wojnie staraniem parafian pod kierunkiem proboszcza Edwarda Juniewicza (1894–1989) i proboszcza ks. Wiktora Glińskiego przeprowadzono długoletni remont i rekonstrukcję trzech dawnych ołtarzy. Rekoncyliację przeprowadzono 15 sierpnia 1949 roku i dokonał jej wikariusz kapitulny diecezji pińskiej ks. prał. Henryk Humnicki (1873–1959). Od roku 1949 kościół jest kościołem filialnym (szkolnym) parafii drohiczyńskiej. 
W 1997 r. rozpoczęto remont wnętrza kościoła pod kierunkiem proboszcza ks. Ryszarda Zalewskiego. W 1996 odzyskano budynki klasztorne, które po remoncie w latach 1999–2003 przeznaczono na Muzeum Diecezjalne, Dom Księży Emerytów i siedzibę Caritas.